# Metacnephia pedipupalis
Metacnephia pedipupalis är en tvåvingeart som först beskrevs av Rubtsov 1947.  Metacnephia pedipupalis ingår i släktet Metacnephia och familjen knott. Inga underarter finns listade i Catalogue of Life.